# Freneuse (Seine-Maritime)
Freneuse település Franciaországban, Seine-Maritime megyében. Lakosainak száma 993 fő (2022. január 1.). Freneuse Criquebeuf-sur-Seine, Martot, Cléon, Saint-Aubin-lès-Elbeuf, Saint-Pierre-lès-Elbeuf, Sotteville-sous-le-Val és Tourville-la-Rivière községekkel határos.

## Népesség
A település népességének változása:
| Lakosok száma | 900  | 892  | 926  | 932  | 951  | 953  | 960  | 994  | 993  |
|               | 2013 | 2015 | 2016 | 2017 | 2018 | 2019 | 2020 | 2021 | 2022 |